# Oddelek za pedagogiko in andragogiko, Filozofska fakulteta v Ljubljani
Oddelek za pedagogiko in andragogiko je eden izmed oddelkov na Filozofski fakulteti Univerze v Ljubljani. Je organizacijska enota, kjer študentje pridobivajo znanja in sposobnosti za delovanje na različnih področjih vzgoje in izobraževanja: od predšolskih institucij do institucij za izobraževanje odraslih. Pedagogi in andragogi s svojimi spoznanji odpirajo prostor vzpostavljanju in razvijanju kakovostnih možnosti učenja za preseganje družbene izključenosti, za boljše medkulturno in medgeneracijsko sodelovanje, kritično vrednotenje družbenih razmer, razvijanje skupnosti in preseganje individualne raznolikosti v sodobni družbi. Program je možno vpisati kot samostojni študij ali kot dvopredmetni študij v kombinaciji s številnimi smermi študija znotraj in zunaj Filozofske fakultete. Izvajajo dodiplomski in podiplomski študij, ki vključuje magistrski, specialistični in doktorski študij. Poleg tega se na Oddelku odvija bogato znanstvenoraziskovalno delo, sodelujejo pa tudi z drugimi inštitucijami, ki delujejo na področju raziskovanja vzgoje in izobraževanja, tako doma kot v tujini.

## Zgodovina oddelka
V svojem razvoju je bila slovenska pedagogika kot znanstvena disciplina vseskozi povezana z ljubljansko univerzo, saj so jo v veliki meri zaznamovali njeni univerzitetni profesorji in sodelavci. 
Kot znanstveni učni predmet je bila pedagogika uvrščena v program filozofskih študijev že v 19. stoletju na ljubljanskem liceju, kot pravi znanstveni, univerzitetni študij pa je bila nato utemeljena hkrati z ustanovitvijo Univerze v Ljubljani leta 1919. Redna predavanja so se na Univerzi v Ljubljani začela januarja 1920. Tako je bila prvotno uvrščena v okvir filozofskih študijev. Študij je takrat potekal v obliki glavnega in stranskega predmeta, fakulteta pa je izobraževala za bodoče gimnazijske profesorje. Pedagogiko je bilo mogoče študirati tudi kot glavni diplomski in doktorski študij.
Število študentov se je prvič naglo povečalo leta 1930, ko so se lahko tisti, ki so učiteljišče končali s pravdobrim in odličnim uspehom, vpisali v študijski program pedagogika. 
V času med obema vojnama je bil študij pedagogike vsebinsko zelo raznolik, vendar pa je ravno v tem času v procesu utemeljevanja posameznih pedagoških smeri vzniknilo mnogo konfliktov. Univerzitetni pedagogiki je bilo očitano, da se premalo ukvarja s prakso in pomočjo učiteljem, preveč pa s teorijo in znanostjo. 
Na takraten razvoj in organizacijo pedagogike sta imeli zelo velik vpliv takratna politika in ideologija, saj sta imeli velik vpliv na razvoj pedagoškega mišljenja. Člani Oddelka za pedagogiko so se začeli zavzemati za večjo strokovnost in avtonomijo pedagogike od družbe in politike.
Slovenska univerzitetna pedagogika se vsebinsko sicer ni razlikovala od drugih evropskih držav, zato ji je bilo očitano, da se odmika od tedanje slovenske realnosti oz. socialnih in ekonomskih razmer.
Na pobudo Oddelka za pedagogiko je bil leta 1965 ustanovljen slovenski pedagoški inštitut.
V 70. letih je bil v slovenski pedagogiki in tudi na Oddelku za pedagogiko značilen obrat k organizaciji izobraževanja in k svetovalnemu delu.
Razvoj Oddelka je v tem času označil hiter razvoj teorije in prakse izobraževanja odraslih ter teorije permanentnega izobraževanja. Že v času med obema vojnama so se slovenski pedagogi zavedali potrebe po izobraževanju ne le otrok in mladine temveč tudi odraslih.
V 80. letih se je na Oddelku za pedagogiko začelo intenzivneje razmišljati o samostojnem študiju andragogike, posebej še ob razpravah o uvedbi enopredmetnega oziroma samostojnega študija pedagogike ob obstoječem dvopredmetnem. Konec leta 1991 je bil po mnogih razpravah in dogovarjanjih pripravljen predlog samostojnega študija andragogike, ki je bil leta 1992/93 tudi dejansko uveden. Pri uvajanju tega študijskega programa je prihajalo tudi do zapletov, namesto samostojnih študijskih programov sta bila študija pedagogike in andragogike organizirana kot enoten študijski program Pedagogika z različnima smerema in nekaterimi skupnimi predmeti.
Pomembna prelomnica je bila uveljavitev enopredmetnega študija pedagogike s smerjo pedagogika in smerjo andragogika v študijskem letu 1992/93. Ob tem je bil ohranjen dvopredmetni študij.
Leta 2004 je Oddelek začel prenovo svojih študijskih programov pedagogike in andragogike skladno s smernicami bolonjske prenove. Med samo pripravo študijskih programov so se porajale različne ideje in rešitve, ki jih je bilo treba argumentirano pretehtati. Izoblikovali so se različni predlogi študijskih programov glede na trajanje in organizacijsko obliko: od enotnega programa pedagogike z različnimi smermi, do popolnoma ločenih programov pedagogike in andragogike od prvega leta študija naprej.
Konec leta 2006 je bila sprejeta odločitev, da bo študijski program pedagogike in andragogike na prvi stopnji enoten, na drugi stopnji pa se bo razdelil v dva ločena programa: Pedagogika in Andragogika.

## Pedagoško-andragoški dnevi
Pedagoško-andragoški dnevi so vsako leto dobro obiskana strokovna prireditev. Prvič so bili organizirani leta 1982. Profesorji lahko na Oddelku predstavijo diplomantom pedagogike in andragogike svoje znanstvene in raziskovalne dosežke ter jih seznanjajo z aktualnimi novostmi v stroki. Prireditev daje odlično priložnost za vzpostavljanje neposrednega dialoga in izmenjave mnenj med člani Oddelka in njegovimi diplomanti.

## Predstojniki oddelka
Od 1. oktobra 2024 je predstojnica Oddelka za pedagogiko in andragogiko prof. dr. Monika Govekar Okoliš, njena namestnica pa je izr. prof. dr. Klara Skubic Ermenc.

## Študijske smeri
Na prvi stopnji se izvaja študijski program Pedagogika in andragogika. Študirati ga je možno kot enopredmetni ali kot dvopredmetni študij. Na drugi stopnji se izvajata študija Pedagogika (eno- in dvopredmetni študij) in Andragogika (enovit študij).

### Dodiplomski študij
Študij pedagogike in andragogike je vključen v bolonjski sistem šolanja. Študij obeh študijskih smeri na dodiplomski stopnji obsega tri letnike študija (6 semestrov).
Kandidat se lahko vpiše v enopredmetni ali dvopredmetni študijski program pedagogike in andragogike. Enopredmetni univerzitetni študijski program pedagogike in andragogike traja 3 leta in obsega 180 kreditnih točk. Strokovni naslov, ki ga diplomant pridobi, je profesor pedagogike in andragogike (UN) oz. profesorica pedagogike in andragogike (UN). Tudi dvopredmetni univerzitetni študijski program pedagogike in andragogike traja 3 leta ter obsega 180 kreditnih točk. V enopredmetni ali dvopredmetni študijski program pedagogike in andragogike se lahko vpiše: 
- kdor je uspešno opravil splošno maturo,
- kdor je pred 1.6.1995 končal katerikoli štiriletni srednješolski program,
- kdor je opravil poklicno maturo ter dodatni izpit iz enega od predmetov splošne mature,
- kdor je uspešno opravil enakovredno izobraževanje v tujini.

### Podiplomski študij
Oba študijska programa omogočata podiplomski študij na 2. stopnji. Študenti iz drugih študijskih programov morajo poleg zbranega zadostnega števila kreditnih točk, kar je sicer pogoj za podiplomski študij pri obeh študijskih smereh, preden lahko pristopijo k magistrskemu študiju pedagogike, predhodno opraviti še poseben diferencialni izpit iz določenih razpisanih vsebin. 
Študent lahko v podiplomskem študiju izbira med drugostopenjskim študijskim programom Andragogika (dvopredmetna in enopredmetna smer), drugostopenjskim študijskim programom Pedagogika (enopredmetni ali dvopredmetni program).

### Pogoji za dokončanje študija
Za dokončanje študijskega programa mora študent v celoti opraviti študijske obveznosti s predmetnikom in posameznimi učnimi načrti, v skupnem obsegu 180 kreditnih točk.

## Pedagoške smeri
Študijski načrt je sestavljen tako, da se prepletajo in dopolnjujejo vsebine treh pedagoških smeri. Te pa so pedagogika, andragogika in didaktika. 

## Knjižnica oddelka
Knjižnic Oddelka za pedagogiko in andragogiko je v 4. nadstropju Filozofske fakultete, v sobi 418. Bibliotekarki v knjižnici sta Tanja Šulak, prof. ped., bibliotekarka specialistka ter Urša Černič, univ. dipl. ped. in dipl. etn., bibliotekarka.

### Revije oddelka
Profesorji oddelka skrbijo za izdajanje dveh osrednjih pedagoških revij, to sta Sodobna pedagogika in Andragoška spoznanja.

## Društvo študentov andragogike in pedagogike
Društvo študentov andragogike in pedagogike (DŠAP) sestavljajo študentje z Oddelka za pedagogiko in andragogiko. Društvo je bilo ustanovljeno 9. marca 2009 z namenom, da bi se študentje povezali med seboj in s profesorji, gradili socialne mreže in širili znanja ter pridobivali izkušnje na področju njihovega izobraževanja. DŠAP vsako leto organizira  večdnevne ekskurzije po Evropi, strokovne in zabavne projekte, okrogle mize, brucovanje, filmske večere in še mnoge druge dogodke. Nudijo tudi tutorstvo oziroma mentorstvo mlajšim študentom.